# Antena patch

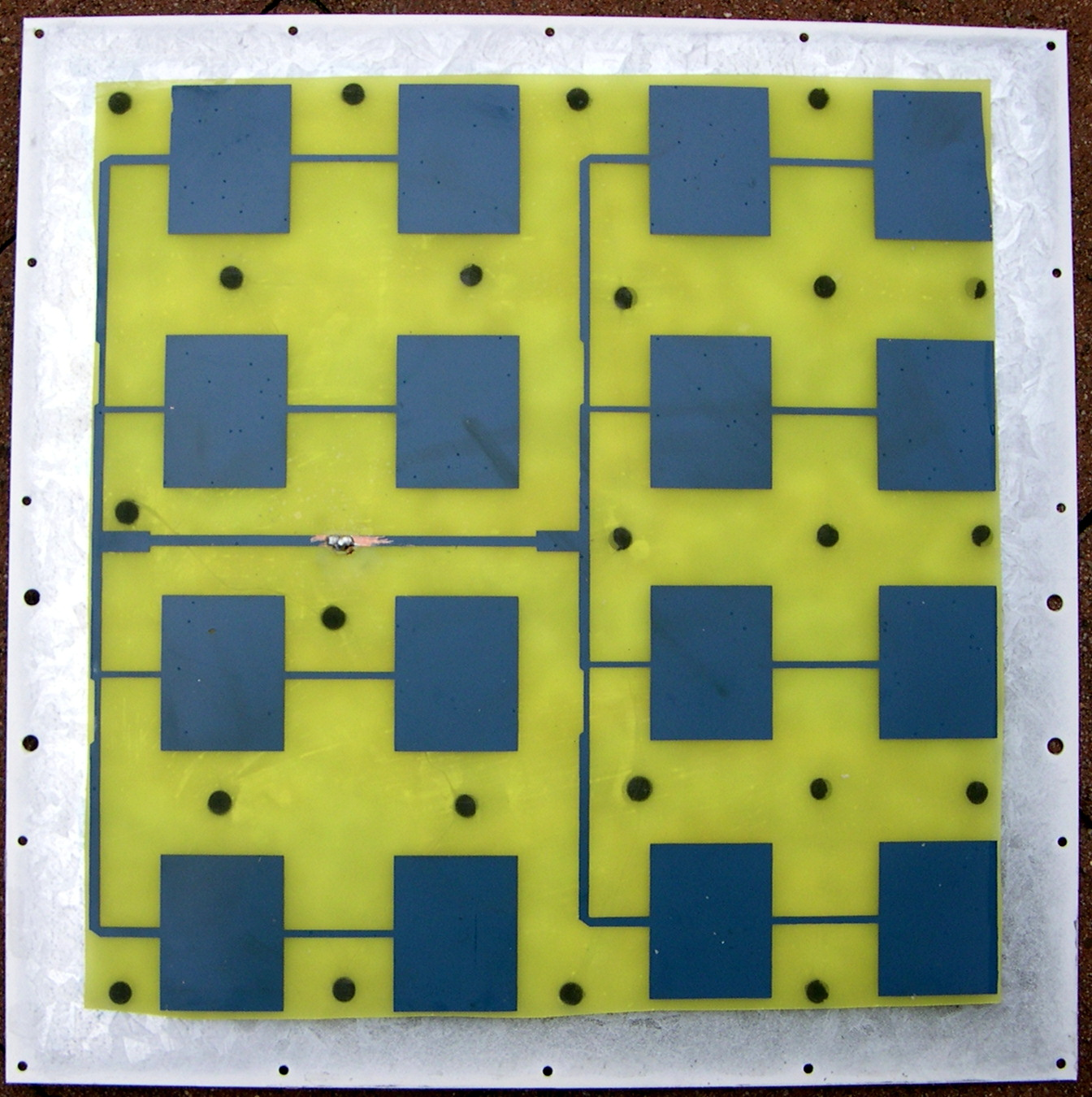
Figura 1. Una antena de patch de 2,4 GHz

Una antena de patch (traduït com pegat o pedaç) és un tipus d'antena amb un perfil baix, que es pot muntar sobre una superfície. Consisteix en una làmina plana, rectangular, circular, triangular o qualsevol fulla geomètrica o "pegat" de metall, muntada sobre una làmina de metall més gran anomenada pla de terra. Són el tipus original d'antena microstrip descrita per Howell el 1972; les dues làmines metàl·liques juntes formen una peça ressonant de línia de transmissió de microstrip amb una longitud d'aproximadament la meitat de la longitud d'ona de les ones de ràdio. El mecanisme de radiació sorgeix de camps marginals al llarg de les vores radiants. La radiació a les vores fa que l'antena actuï elèctricament una mica més gran que les seves dimensions físiques, de manera que per tal que l'antena sigui ressonant, s'utilitza una longitud de línia de transmissió de microstrip lleugerament més curta que la meitat de la longitud d'ona a la freqüència. L'antena patch és pràctica principalment a les freqüències de microones, a les quals les longituds d'ona són prou curtes perquè els patchs siguin convenientment petits. S'utilitza àmpliament en dispositius sense fil portàtils a causa de la facilitat de fabricar-lo en plaques de circuit imprès. Múltiples antenes de patch al mateix substrat (vegeu la figura 1) anomenades antenes microstrip, es poden utilitzar per fer antenes de matriu d'alt guany i matrius en fase en què el feix es pot dirigir electrònicament.

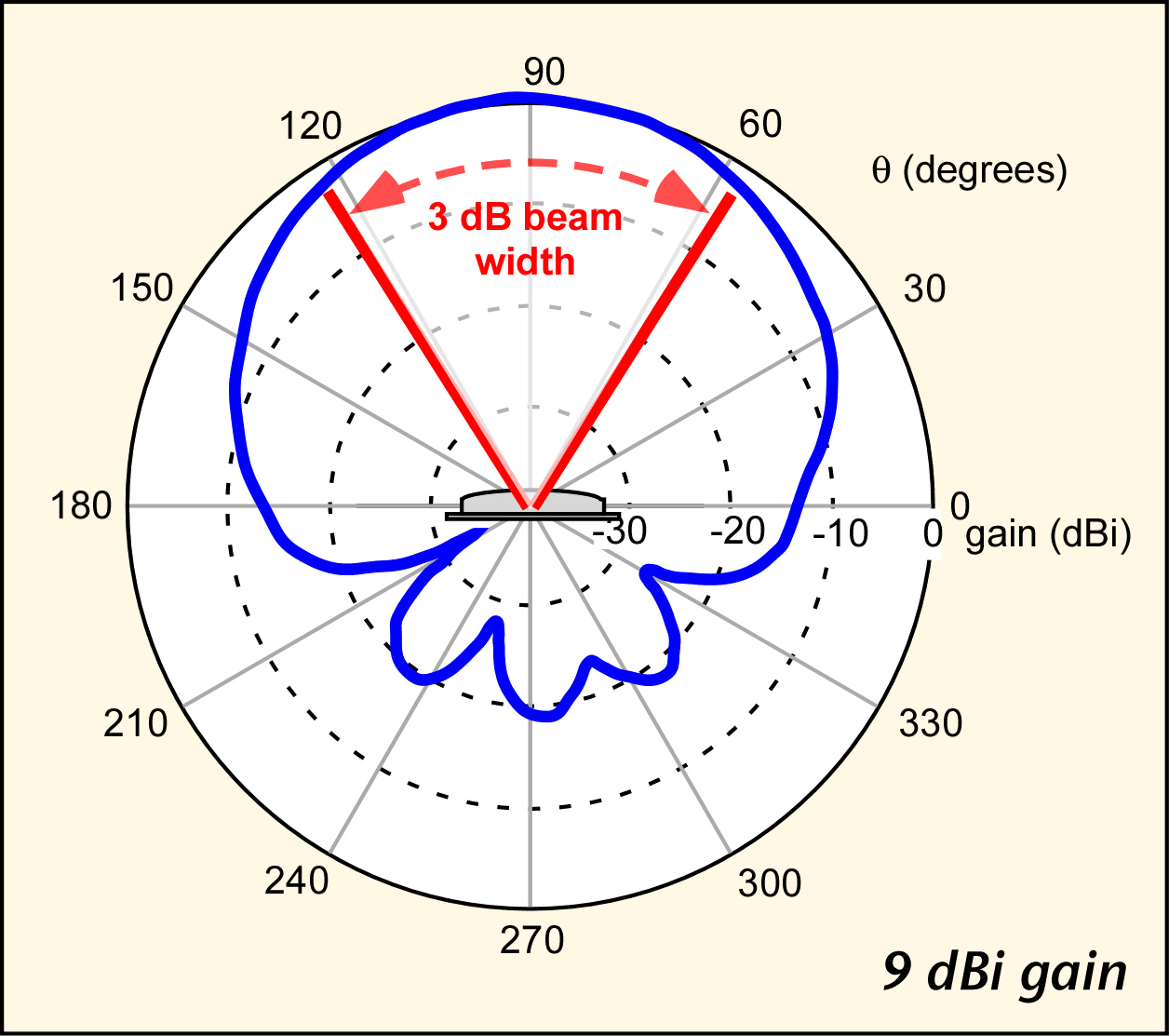
Figura 2. Diagrama de guany de l'antena de patch

Una variant de l'antena patch que s'utilitza habitualment als telèfons mòbils és l'antena de pedaç en curtcircuit, o antena plana de F invertida (PIFA). En aquesta antena, una cantonada del pegat (o de vegades una vora) està connectada a terra amb un passador de terra. Aquesta variant té una millor concordança que el patch estàndard. Una altra variant de l'antena patch amb el pla de terra parcialment gravat, també coneguda com a antena monopolista impresa, és una antena molt versàtil per a operacions de banda dual.